# 横山裕一 (漫画家)
横山 裕一（よこやま ゆういち、1967年4月3日 - ）は、日本の漫画家、美術家、イラストレーター。物語性を放棄し、人工的で未来的な人物・風景を迫力ある擬音語とともにスピード感を持って展開していく作風を持つ。埼玉県狭山市在住。

## 経歴
宮崎県生まれだが、父親の仕事の都合もあり九州から北海道、関東と引っ越しが続いた。
1990年に武蔵野美術大学油絵科を卒業後、ファインアートの作品を制作しては賞に出品するということを繰り返したが評価にはつながらなかった。油絵よりも「外枠、輪郭をつかむ」才能が要求される漫画のほうが自分には向いていると感じていた横山は、その後活動領域を漫画に広げ、2000年に「もてはやし」（『ニュー土木』所収）を発表し漫画家としてデビュー、2002年「ネオ体育」で第4回アックスマンガ新人賞で花くまゆうさく個人賞を受賞した。その作風は「ネオ漫画」と称される。
日本よりも先にフランスで単行本が出版され、2009年にはアメリカ合衆国サンフランシスコにてJ-POP SUMMITに出演、2010年には川崎市市民ミュージアムで個展が開かれた。
2016年、広島市現代美術館において、立石大河亞とともに『世界が妙だ! = The world is strange! : 立石大河亞 + 横山裕一の漫画と絵画』と題して展覧会が開かれた。
2021年、改装工事で長期休館中の広島市現代美術館が行っているプロジェクトの1つとして、比治山公園内の看板や通行止めフェンスに描きおろし漫画が用いられた。
作品は川崎市市民ミュージアム、熊本市現代美術館、東京国立近代美術館、東京都現代美術館、兵庫県立美術館、森美術館などにコレクションされている。

## 作品
マンガ
- 『ニュー土木』（イースト・プレス 2004年1月20日）
- 『戦闘』（エディション・マティエール社 2004年8月）
- 『トラベル』（イースト・プレス 2006年4月12日）
- 『NIWA』（イースト・プレス 2007年10月4日）
- 『アウトドアー』（講談社 2009年07月24日）
- 『ベビーブーム』（イースト・プレス 2009年10月4日）
- 『新体』（エディション・マティエール社 2010年11月）
- 『ルーム』（ハモニカブックス 2013年6月1日）
- 『世界地図の間』（イースト・プレス 2013年6月5日）
- 『ファッションと密室』（888ブックス 2015年6月30日）
- 『アイスランド』（888ブックス 2016年8月30日)
- 『プラザ』（888ブックス 2019年3月1日)

画集
- 『横山裕一カラー画集』（ブルーマーク 2006年）
- 『ベビーブームファイナル』（Akio Nagasawa Publishing 2010年4月）